# Public Suffix List
Public Suffix List — проект Mozilla Foundation по созданию каталога публичных суффиксов доменов, используемых в сети Интернет. Ранее публичные суффиксы называли эффективными доменами верхнего уровня (effective top-level domain, effective TLD, eTLD). Список был создан в 2007 году Jo Hermans как дополнение к списку TLD от IANA. В настоящее время поддержкой каталога занимается Mozilla Foundation для целей повышения безопасности браузера Firefox. Сам список доступен под открытой лицензией Mozilla Public License и используется браузерами Chrome и Opera.
Mozilla дает следующее определение публичному суффиксу:
«Публичный суффикс» — это такой доменный суффикс, под которым пользователи Интернета могут напрямую регистрировать доменные имена. Среди примеров публичных суффиксов: «.com», «.co.uk» и «pvt.k12.wy.us»
Оригинальный текст (англ.)A "public suffix" is one under which Internet users can directly register names. Some examples of public suffixes are ".com", ".co.uk" and "pvt.k12.wy.us".
Такие доменные суффиксы как «.com», «.ru», «.us» являются доменами верхнего уровня (TLD; а именно общие TLD и национальные TLD), и они обычно распознаются всеми браузерами как публичные суффиксы (например, сайт «example.com» не сможет установить cookie для домена «.com»).
В некоторых зонах пользователи не могут регистрировать домены второго уровня, и им доступны лишь домены третьего уровня, например в зоне «co.uk» или «wy.us». Иногда для регистрации доменов третьего уровня вводятся дополнительные зоны, например «pp.ru».
Проект списка публичных суффиксов направлен на создание всеобъемлющего списка зон, контролируемых регистраторами доменов.
Некоторые предлагаемые применения списка:
- Запрет использования техники «supercookie», в которой по протоколу HTTP устанавливаются трудноудаляемые cookie для доменов верхнего уровня. Например, страница сайта foo.example.co.uk может устанавливать cookie для всех поддоменов example.co.uk и передать их к примеру сайту bar.example.co.uk. Однако устанавливаемые cookie для сайта example.co.uk должны быть изолированы от сайта example2.co.uk, поскольку эти сайты имеют разных владельцев.
- Подсвечивание наиболее важных частей адреса в адресной строке браузера.
- Улучшение сортировки истории посещенных страниц в браузерах.
- Распознавание публичных суффиксов требуется в случаях, когда адресная строка совмещена в интерфейсе с строкой поиска. Для введенного текста браузер должен определить, является ли он адресом или поисковым запросом. Из-за несвоевременного внесения изменений в PSL возможны проблемы при запуске новых TLD, так случилось, например, с доменами .cw, .post, .sx[5][6]

В отсутствие такого списка производителям браузеров приходилось вручную устанавливать правила распознавания публичных суффиксов. Например, в Internet Explorer публичными обычно считаются все двухбуквенные домены второго уровня в национальных зонах (например, pp.ru или co.uk), и вручную поддерживается список исключений из этого правила (res://urlmon.dll/ietldlist.xml, например ya.ru).
Среди недостатков проекта отмечали: его независимость от системы делегирования имен DNS, отличия в семантике от принятой в стандартах, возможные проблемы с поддержанием актуальности списка с ростом количества публичных суффиксов. Кроме того Mozilla Foundation фактически взяла на себя право решать, относится ли домен к публичному суффиксу или нет, без знания точных правил владельца домена.